# Oribatella orientalis
Oribatella orientalis är en kvalsterart som beskrevs av Choi och Aoki 1993. Oribatella orientalis ingår i släktet Oribatella och familjen Oribatellidae. Inga underarter finns listade i Catalogue of Life.